# Brujas (singolo)
Brujas è un singolo della rapper statunitense Princess Nokia, pubblicato il 18 agosto 2017 come terzo estratto dall'EP 1992.

## Descrizione
(Versi di Brujas, Princess Nokia)
Il tema trattato nel brano sono le radici familiari della cantante, che rappa ininterrottamente e con autorità, portando l'ascoltatore a conoscere la sua storia. La base, prodotta da Dj bas bear e Blanco, è martellante e pulsante, e riesce ad armonizzarsi con la voce di Nokia, rendendo il singolo un inno per feste.

## Video musicale
Il video musicale del brano è stato pubblicato il 7 novembre 2016, prima dell'estrazione come singolo. Diretto da Asli Baykal e co-diretto dalla stessa Nokia, nel video si vede la cantante eseguire dei riti mistici, alternati a una camminiata per New York con un gruppo di amici afroamericani. La scena iniziale presenta un gruppo di credenti cantare a Yemaja, lo spirito dell'acqua e la madre di tutti gli esseri nella religione Yoruba.

## Tracce
Testi di Destiny Frasqueri, musiche di Dj bass bear e Blanco.
1. Brujas – 2:58